# Srednja Dobrava
Srednja Dobrava – wieś w Słowenii, w gminie Radovljica. W 2018 roku liczyła 128 mieszkańców.